# Ernest Deusy
Ernest François Joseph Deusy, né le 8 avril 1823 à Bapaume (Pas-de-Calais) et mort le 29 mars 1897 à Châteauroux (Indre), est un homme politique français.

## Biographie
Ernest Deusy est fils de notaire et petit-fils du député Sixte François Deusy.
Avocat à Paris en 1845, il est attaché au parquet du tribunal de la Seine, et chargé, en 1846 le procès de l'insurrection de Belleville. Avocat à Arras en 1850, il y devient juge suppléant. Opposant à l'Empire, il se présente à la députation en 1869 mais sans succès. Il est nommé maire d'Arras après le 4 septembre 1870. Il se représente à la députation en 1871 mais avec moins de succès qu'aux municipales de la même année qui le confirme comme maire, qu'il reste jusqu'en 1879.
Catholique favorable à la liberté de l'enseignement supérieur, il est député du Pas-de-Calais de 1876 à 1877 et de 1878 à 1881, siégeant au Centre gauche et à la Gauche républicaine. Il est l'un des 363 qui refusent la confiance au gouvernement de Broglie, le 16 mai 1877. Il préside la commission chargée de la législation des mines. Il est l'auteur du rapport sur les comptes de la guerre de 1870.
Il est également conseiller général du canton de Bapaume entre 1871 et 1895. Promoteur du syndicalisme agricole, il est le créateur du syndicat agricole de Bapaume, il devient vice-président de la fédération nationale des syndicats agricoles et membre fondateur de la Société des agriculteurs de France. En 1881, face à son opposition à l'anticléricalisme, il abandonne son mandat de député.

## Sources
1. ↑  Les parlementaires du Nord-Pas-de-Calais sous la IIIe République, Publications de l’Institut de recherches historiques du Septentrion, coll. « Histoire et littérature du Septentrion (IRHiS) », 19 mai 2018 (ISBN 978-2-490296-05-7, lire en ligne)

- « Ernest Deusy », dans Adolphe Robert et Gaston Cougny, Dictionnaire des parlementaires français, Edgar Bourloton, 1889-1891 [détail de l’édition]
- « Ernest Deusy », dans le Dictionnaire des parlementaires français (1889-1940), sous la direction de Jean Jolly, PUF, 1960 [détail de l’édition]

- Ressource relative à la vie publique :   - Base Sycomore
- Ressource relative aux beaux-arts :   - Musée d'Orsay